# Шудімарі
Шудіма́рі (рос. Шудимари, башк. Шудимари) — присілок у складі Янаульського району Башкортостану, Росія. Входить до складу Іткінеєвської сільської ради.
Населення — 49 осіб (2010; 49 у 2002).
Національний склад:
- марійці — 86 %